# Simulação sequencial gaussiana
Simulação sequencial gaussiana (SSG, ou seu acrónimo em inglês - SGS) é um tipo de simulação sequencial habitualmente utilizada no ramo da geostatística, e consequentemente, como processo de simulação ou estimativa sobre os nós de uma malha (ou grid) no qual cada um deles está condicionado aos restantes simulados anteriormente. O procedimento foi descrito por Deustch e Journel em 1992 e ganhou popularidade na década de 1990 devido à sua simplicidade e razoavelmente baixo tempo de computação. Todo o processo deste tipo de simulação é desenvolvido em ambiente gaussiano e admite a hipótese de multi-gaussianidade (formalismo multigaussiano) para a variável que se pretende simular (Soares, 2006).

## Definição
Assumindo que temos uma amostragem referenciada espacialmente segundo o método de geoestatística e usando a mesma pretendemos fazer uma simulação sobre uma malha então estaremos a fazer simulação sequencial gaussiana seguindo o seguinte procedimento (Ashari et al., 2009):
1. Construir o histograma (distribuição de probabilidade) da variável de estudo.
2. Transformação gaussiana da variável de estudo.
3. Cálculo do variograma experimental da variável gaussiana e respectiva imposição de um modelo de variografia.
4. Definição da malha (grid).
5. Definição do caminho aleatório sem repetição.
6. Krigagem para cada nó, considerando os restantes simulados anteriormente e os dados reais transformados, calculando a respectiva média ({\displaystyle \mu }) e variância ({\displaystyle \sigma ^{2}}) de krigagem e consequentemente construir assim uma distribuição Gaussiana - {\displaystyle G(\mu ,\sigma ^{2})}.
7. Gerar um valor aleatório a partir da Gaussiana definida para o nó a simular.
8. Após todos o nós terem sido simulados retransformar a simulação para o ambiente original (recorde-se que no segundo ponto os dados foram transformados para ambiente gaussiano).

Este procedimento pode ser repetido para múltiplas realizações dado que existem os dois passos de geração aleatória de uma simulação sequencial:
- (Passo 5) Geração de um caminho aleatório sem repetição
- (Passo 7) Escolha aleatória sobre a fdp local no nó a simular (Ripley, 1987)[5]

Seguindo este procedimento a SGS garante, para a maioria dos casos de estudo, a reprodução do modelo de variografia imposto e do histograma.

## Utilização
Geralmente sobre uma dada amostragem são feitas várias simulações. Dado que as simulações são equiprováveis (têm a mesma probabilidade de acontecer entre elas) o estudo é geralmente feito ao conjunto de simulações em detrimento das individuais calculando-se a média e variância para cada nó da malha. Na prática a média de um conjunto de simulações aproxima-se de uma estimação por krigagem (assumindo que os parâmetros usados são os mesmos) sendo tanto mais próxima quanto mais realizações forem feitas. A variância por outro lado indica quais as localizações na malha na qual existiu maior ou menor dispersão nos valores simulados.
Evidentemente o estudo de um conjunto de simulações não está limitado ao cálculo da variância. Dependendo do objectivo vários autores calculam o percentil, curtose ou simetria das distribuições em cada nó.

## Discussão
O método da simulação sequencial gaussiana necessita de uma transformação dos dados originais para ambiente gaussiano. Isto pode ser problemático em casos no qual o histograma da variável a simular é muito assimétrico tendo como consequência a dificuldade na reprodução do variograma (Soares, 2006).
A SSG pode ser utilizada em co-simulação a partir do método de co-simulação sequencial gaussiana que utiliza a co-krigagem com suporte ao cálculo da média e variância em cada nó da malha de simulação.